# Хуан Карлос Лоренсо
Хуан Карлос Лоренсо (ісп. Juan Carlos Lorenzo, нар. 20 жовтня 1922, Буенос-Айрес — пом. 14 листопада 2001, Буенос-Айрес) — аргентинський футболіст, що грав на позиції півзахисника. По завершенні ігрової кар'єри — футбольний тренер, працював з низкою аргентинських клубів та національною збірною, а також тренував іспанські «Мальорку» та «Атлетіко» й італійські «Лаціо» та «Рому».
Як тренер — чотириразовий чемпіон Аргентини, володар кубка Італії, дворазовий володар Кубка Лібертадорес, володар Міжконтинентального кубка.

## Ігрова кар'єра
У дорослому футболі дебютував 1940 року виступами за команду клубу «Чакаріта Хуніорс», в якій провів п'ять сезонів, взявши участь у 79 матчах чемпіонату.
Протягом 1945—1947 років захищав кольори клубу «Бока Хуніорс».
Своєю грою за останню команду привернув увагу представників тренерського штабу італійського клубу «Сампдорія», до складу якого приєднався 1948 року. Відіграв за генуезький клуб наступні чотири сезони своєї ігрової кар'єри.
1953 року став гравцем французького «Нансі», але вже влітку наступного року перебрався в Іспанію, де став виступати за столичні «Атлетіко» та «Райо Вальєкано».
Завершив професійну ігрову кар'єру у «Мальорці», за яку виступав на посаді граючого тренера протягом 1958 року.

## Кар'єра тренера
Завершивши кар'єру футболіста, він зосередився на тренерській роботі в тій же «Мальорці». Всього за два сезони Лоренсо домігся виходу клубу з третього у другий, а потім і в перший, елітний, дивізіон  чемпіонату Іспанії. Це досягнення досі вважається серед уболівальників «Мальорки» одним з найбільш значущих в історії клубу.
Успіх молодого тренера був помічений на його батьківщині — в 1961 році Лоренсо повернувся до Аргентини і очолив клуб «Сан-Лоренсо», проте попрацював він з цією командою недовго, оскільки незабаром був призначений тренером збірної Аргентини, яку повіз на чемпіонат світу в Чилі, де сенсаційно аргентинці не змогли вийти з групи. Крім того, він тренував «Альбіселесту» і на кубку світу 1966 року, де команда дійшла до чвертьфіналу. У проміжку між своїми двома періодами роботи з національною командою Лоренсо працював з двома римськими клубами, зокрема з  «Ромою» в 1964 завоював Кубок Італії.
Після другої невдалої спроби роботи з рідною збірною, 1967 року Хуан Карлос повертається до Європи, де знову очолював «Мальорку» і «Лаціо».
Новий виток у кар'єрі Лоренсо стався на початку 1970-х років, коли 1972 року Лоренсо очолив «Сан-Лоренсо». Незважаючи на те, що з «Сан-Лоренсо» тренер знову працював недовго, за сезон 1972 він привів «червоно-синіх» до подвійної перемоги в чемпіонаті Аргентини (турніри Метрополітан і Насьйональ) і буквально відразу отримав запрошення від іспанського «Атлетіко», за який виступав як гравець у 1954—1957 роках. В 1974 році з «Атлетіко» він домігся найвищого досягнення клубу на міжнародній арені, дійшовши до фіналу Кубка європейських чемпіонів. При цьому, єдиний раз в історії турніру для визначення переможця знадобилося два матчі і лише в другому матчі мюнхенська  «Баварія», за яку виступали безліч чемпіонів Європи та майбутніх чемпіонів світу у складі збірної ФРН, зуміла зламати опір іспанського клубу.
1975 року Лоренсо повертається на батьківщину, де очолює «Уніон», але вже наступного року переходить на роботу в «Бока Хуніорс». В 1976 році він знову (після досягнення з «Сан-Лоренсо» в 1972 році) зробив «аргентинський дубль», вигравши обидва чемпіонату країни. 1977 року «Бока» вперше завоювала Кубок Лібертадорес, підтвердивши свою силу в матчах Міжконтинентального Кубка — була обіграна менхенгладбахська  «Боруссія» (переможець КЄЧ «Ліверпуль» відмовився від участі в турнірі). В 1978 «Бока» вдруге виграла Кубок Лібертадорес, а Міжконтинентальний Кубок того року не проводився.
Після свого успіху в «Боці», Лоренсо тренував «Расинг» (Авельянеда), «Аргентинос Хуніорс», «Атланте», «Велес Сарсфілд», «Атланту», «Санта-Фе», «Лаціо» та «Сан-Лоренсо».
Останнім місцем тренерської роботи був клуб «Бока Хуніорс», команду якого Хуан Карлос Лоренсо вдруге очолював як головний тренер 1987 року.
Помер 14 листопада 2001 року на 80-му році життя у місті Буенос-Айрес.

## Титули і досягнення

### Як тренера
- Чемпіон Аргентини (4):

«Сан-Лоренсо»: Насьйональ 1972, Метрополітано 1972
«Бока Хуніорс»: Насьйональ 1976, Метрополітано 1976
- Володар Кубка Італії (1):

«Рома»: 1964
- Володар Кубка Лібертадорес (2):

«Бока Хуніорс»: 1977, 1978
- Володар Міжконтинентального кубка (1):

«Бока Хуніорс»: 1977